# اینترپایپ
اینترپایپ (به انگلیسی: Interpipe) شرکت هلدینگ اوکراینی است، که در زمینه سرمایه‌گذاری و مدیریت سرمایه‌گذاری در صنایع مختلف و رسانه‌های گروهی، همچنین در زمینه صنعت فولاد شامل نورد فولاد، ساخت لوله‌ها و چرخ‌های فولادی و سایر آلیاژهای آهن فعالیت می‌نماید.
شرکت اینترپایپ در سال ۱۹۹۰ توسط ویکتور پینچاک و الکساندر دیمنتینکو راه‌اندازی شد. دفتر مرکزی این شرکت در شهر دنیپروپتروفسک، استان دنیپروپتروفسک، اوکراین قرار دارد و سهام آن در بازار بورس اوراق بهادار اوکراین معامله می‌شود. ویکتور پینچاک مدیر عامل اجرایی فعلی شرکت، با در اختیار داشتن اکثریت سهام اینترپایپ به‌عنوان مالک اصلی آن به‌شمار می‌آید.